# Bab Souk El Kmach
Bab Souk El Kmach (arabe : باب سوق القماش) est l'une des portes de la médina de Tunis, construite au XVe siècle et placée à l'entrée d'un souk spécialisé dans la vente des étoffes.
Elle est un monument classé depuis un décret du 16 novembre 1928.